# Volksbank Vorpommern
Die Volksbank Vorpommern eG mit Sitz in Stralsund ist eine deutsche Genossenschaftsbank in Mecklenburg-Vorpommern.

## Geschichte
Am 1. August 1862 gründeten 73 Bürger einen Vorschussverein in Greifswald. Die erste Eintragung ins Genossenschaftsregister erfolgte 1868. Seit 1913 firmierte die Bank als „Greifswalder Bank e.G.m.b.H.“ Nach mehreren Fusionen mit Nachbarbanken ab 1990 entwickelte sich das Kreditinstitut weiter. Seit 2001 trug die Bank den Namen Volksbank Raiffeisenbank eG. Im Jahre 2019 fusionierte die Bank mit der Volksbank Wolgast eG und änderte die Firma in Volksbank Vorpommern eG. Im Jahr 2023 fusionierte die Bank mit der Pommersche Volksbank eG.

## Einlagensicherung
Die Volksbank Vorpommern eG ist der BVR Institutssicherung GmbH und der Sicherungseinrichtung des Bundesverbandes der Deutschen Volksbanken und Raiffeisenbanken e. V. angeschlossen.